# Cerkev svetih Apostolov (Solun)
Cerkev svetih Apostolov (Grško: Ἅγιοι Ἀπόστολοι) je pozna vzhodnorimska cerkev iz 14. stoletja v Solunu.

## Lokacija
Cerkev se nahaja na začetku ulice Olimpou ob zahodnem mestnem obzidju Soluna.

## Zgodovina in opis
Cerkev je bila zgrajena med letoma 1310 in 1314, ko je bil konstantinopelski vrhovni patriarh Nefon I. Cerkev je sestavljene oblike in ima pet kupol. Glavna kupola je postavljena na štiri sredinske stebre, ki tvorijo kvadrasto konstrukcijo na sredini stavbe. Prisotne so tudi manjše kapele in dodatne manjše kupole, ki izstopajo iz konstrukcije. Zunanji zid je grajen v različnih vzorcih z uporabo rimske opeke in kamna.
Notranjost cerkve je bogato okrašena z mozaiki, ki kažejo vpliv Konstantinopelske prestolnične šole. Ti so zelo pomembni, saj gre za ene izmed zadnjih izvedenih mozaikov v poznem obdobju vzhodnorimskega imperija (13. - 15. st.). Tudi freske, ki okrašujejo spodnja nadstropja cerkve so verjetno naslikali konstantinopelski mojstri iz prestolnice; prav verjetno je okras izvedla enaka delavnica pod vodstvom Pavla Hegumenosa kot v cerkvi Hora.

Po Osmanskem zavzetju Soluna leta 1430 so cerkev spremenili v mošejo in pokrili mozaike ter freske z ometom potem, ko so iz mozaikov odstranili zlate delce. Po osvoboditvi Soluna l. 1912 je zgradba ponovno dobila svojo prvotno funkcijo cerkve, mozaike pa so postopoma odkrivali po letu 1926.